# هوپوو
هوپوو (به لاتین: Hopowo) یک روستا در لهستان است که در Gmina Somonino واقع شده‌است.

## خصوصیات
هوپوو ۳۴۶ نفر جمعیت دارد.